# Hornillos del Camino
Hornillos del Camino ist eine Gemeinde am Jakobsweg in der Provinz Burgos der Autonomen Gemeinschaft Kastilien und León. Sie liegt etwa 25 Kilometer westlich der Provinzhauptstadt.

## Geschichte
Hornillos wird erstmals im 9. Jahrhundert im Zusammenhang mit einer Verteidigungslinie befestigter Türme des frühen Kastiliens erwähnt. Teil dieser Linie waren außerdem die Ortschaften Tardajos, Rabé de las Calzadas und Castrojeriz.
Der Ort wurde damals „Forniellos“ (Öfchen) genannt, was sich auf die seinerzeit betriebenen Ziegel- und Kalkbrennöfen bezog.
Alfons VII. schenkte Hornillos del Camino der Abtei Saint-Denis in Frankreich. Später wurde im Ort ein Kloster gegründet, das dem französischen Kloster Notre Dame in Rocamadour unterstand. Es wurde in seinen Hochzeiten von zwölf Mönchen geführt und verfügte über Herberge und Krankenstation für die Pilger des Camino Francés.
Alfons VIII. schenkte das Kloster 1181 dem Ort, was Ferdinand III. 1217 bestätigte.
Insgesamt gab es in Hornillos drei Pilgerhospize: San Lázaro, für Aussätzige, Heilig Geist und ein weiteres, namentlich nicht bekanntes, von dem heute keine baulichen Zeugnisse vorhanden sind.
1936 wurden in Hornillos westgotische Gräber mit Keramik und Edelmetallen als Grabbeigabe entdeckt. Ein figürlich bearbeiteter Teil eines Grabs wurde in einem Haus als Türsturz verbaut.

## Bevölkerungsentwicklung
| 1991 | 1996 | 2001 | 2004 |
| ---- | ---- | ---- | ---- |
| 89   | 81   | 69   | 70   |